# Pojmová mapa

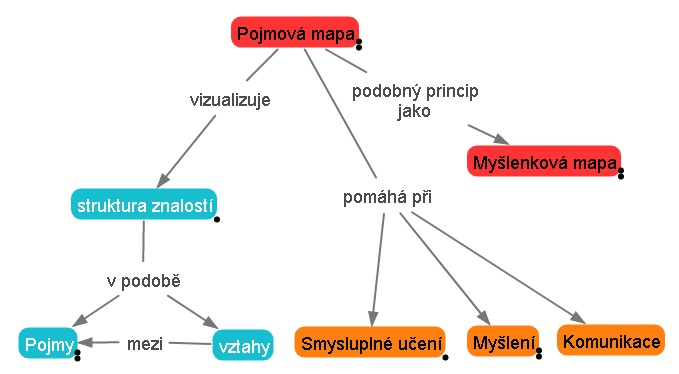
ukázka pojmové mapy definující hlavní principy pojmového mapování

Pojmové mapování je technika používaná ke znázornění vazeb mezi různými pojmy, která byla vytvořená na počátku 70. let. Pojmy jsou spojené popsanými spojnicemi a vytvářejí rozvětvující strukturu. Vztah mezi pojmy je vyjádřen pomocí popisku vazby, např. „způsobuje vzrůst“, „přispívá k“, atd.

## Vývoj
Technika pojmového mapování byla vytvořena Josephem D. Novakem a jeho vývojovým týmem na Cornell University v 70. letech 20. století jako prostředek k usnadnění získávání vědeckých poznatků studenty.
Novak ve svém výzkumu vycházel z Ausubelovy asimilační teorie učení. Ta se soustředí na smysluplné učení (meaningful learning), které je založeno na zařazení nových informací mezi rámec již existujících pojmů a vztahů v naší mysli. Na stejném principu fungují právě pojmové mapy. Učení touto metodou se ukazuje jako efektivnější. Dochází totiž k jednoduššímu zapamatování potřebných informací a zároveň k hlubšímu pochopení souvislostí.

## Definice
Pojmová mapa je diagram, který představuje shrnutí vybraného tématu, tím způsobem, že vybírá pouze nejdůležitější klíčová slova (pojmy). Podobně jako myšlenková mapa může mít barevnou podobu. Stejné skupiny pojmů se vyznačí jednou barvou, aby se odlišily od ostatních pojmů uvedených v jiných částech mapy. Zapamatování vyznačených slov tak bude snazší a také se lépe zapojí vizuální paměť.
Pojmová mapa se skládá z následujících částí:

### Pojem
- představuje důležitá klíčová slova vybraného tématu, na které se zaměřuje pojmová mapa
- označuje abstraktní či konkrétní věci, děje, fakta
- v češtině se uvádí v základním stavu, neskloňuje se
- obvykle se umisťuje do textu v obdélnících či oválech

### Vztah
- označuje vazbu jednoho pojmu k druhému
- každý pojem může být propojený s libovolným počtem dalších pojmů
- je znázorněn pomocí spojnic zakončených šipkami, ty určují směr čtení textu

### Tvrzení
- jedná se o pravdivý výrok
- definují ho dva pojmy spojené jedním vztahem

### Křížové propojení (cross-link)
- představuje propojení konceptů z odlišných částí (ramen) pojmové mapy[1]
- pomáhá s pochopením souvislostí
- je zásadní pro rozvoj smysluplného učení
- přidává se do mapy až téměř u jejího dokončení

## Uspořádání
Pojmové mapy lze rozdělit na několik druhů podle rozmístění jednotlivých pojmů kolem hlavního tématu. Abstraktní či více obecné pojmy jsou umístěné blíže k hlavnímu tématu. Naopak příklady bývají umístěné ve větší vzdálenosti od hlavního tématu. Nejčastěji používanými mapami jsou:

### Hierarchické pojmové mapy
Nejdůležitější pojem se nachází v horní části mapy a od něho vedou směrem dolů další spojení. Postupuje se od abstraktních pojmů ke konkrétním.

### Pavoukové pojmové mapy
Hlavní pojem se nachází uprostřed mapy a dále se pomocí dalších vztahů a pojmů rozšiřuje do všech stran. Důležité pojmy jsou blíže k hlavnímu pojmu.

### Lineární pojmové mapy
Pojmy jsou řazeny v řadě za sebou a mají stejnou hierarchickou úroveň. Např. pojmová mapa vývojového diagramu.

### Cyklické pojmové mapy
Pojmy jsou uspořádány do kruhu se stejnou hierarchickou úrovní.

## Použití
Pojmové mapy jsou využívány ke tvorbě nových myšlenek, přičemž se má za to, že podporují kreativitu. Proto se využívají při brainstormingu. Přestože jsou často přizpůsobené konkrétnímu uživateli, mohou být použity k vysvětlení složitých problémů. Lze je také použít jako nástroj ke zvýšení efektivity učení, stejně jako pomůcka ke znázornění expertních znalostí jednotlivců a týmů ve školství, státní správě i komerční sféře. Formalizované pojmové mapy jsou používány k návrhu softwaru, kde je nejčastějším použitím tvorba diagramů, odpovídajících UML (Unified modelling language). Pojmové mapování může být také prvním krokem při vytváření ontologie, nebo představovat strukturu formálního argumentu.

## Rozdíl mezi pojmovou mapou a myšlenkovou mapou
Pojmové a myšlenkové mapování je založené na velmi podobné metodě, ale existuje mezi nimi několik rozdílů:
- pojmové mapy používají označení vztahů mezi jednotlivými pojmy
- pojmové mapy používají křížová propojení (cross-link)
- pojmové mapy nemají přesně určené rozmístění pojmů a hlavního tématu
- myšlenkové mapy nepoužívají označení vztahů
- myšlenkové mapy mají hlavní téma umístěné uprostřed a z něj vychází spojnice na různé strany

## Programy na tvorbu pojmových map
Pojmové mapy lze vytvářet v následujících programech:
- ContextMinds[7]
- Cmaptools[8]
- Creately[9]